# Municipio de Independent (Kansas)
El municipio de Independent (en inglés: Independent Township) es un municipio ubicado en el condado de Barton en el estado estadounidense de Kansas. En el año 2010 tenía una población de 758 habitantes y una densidad poblacional de 8,16 personas por km².

## Geografía
El municipio de Independent se encuentra ubicado en las coordenadas 38°33′31″N 98°31′40″O / 38.55861, -98.52778. Según la Oficina del Censo de los Estados Unidos, el municipio tiene una superficie total de 92.9 km², de la cual 92,84 km² corresponden a tierra firme y (0,07 %) 0,06 km² es agua.

## Demografía
Según el censo de 2010, había 758 personas residiendo en el municipio de Independent. La densidad de población era de 8,16 hab./km². De los 758 habitantes, el municipio de Independent estaba compuesto por el 97,1 % blancos, el 0,13 % eran afroamericanos, el 0,53 % eran amerindios, el 1,06 % eran de otras razas y el 1,19 % eran de una mezcla de razas. Del total de la población el 3,03 % eran hispanos o latinos de cualquier raza.